# Selenicereus inermis

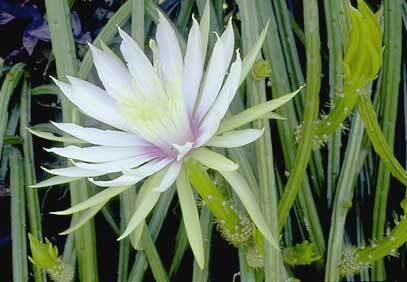
Blüte

Selenicereus inermis ist eine Pflanzenart in der Gattung Selenicereus aus der Familie der Kakteengewächse (Cactaceae). Das Artepitheton inermis stammt aus dem Lateinischen und bedeutet ‚unbewehrt‘.

## Beschreibung
Selenicereus inermis wächst kriechend oder ausgestreckt lithophytisch mit glänzend hellgrünen Trieben von 1 bis 2,5 Zentimetern Durchmesser. Ihre 3 bis 5 scharfkantigen Rippen sind gerade oder leicht gewellt. Die Areolen befinden sich auf höckerigen Erhebungen und stehen bis zu 6 Zentimeter auseinander. Dornen fehlen.
Die weißen Blüten sind bis 15 Zentimeter lang. Ihr Perikarpell und die Blütenröhre sind nur selten mit Dornen oder Haaren bedeckt. Die Früchte sind nicht beschrieben.

## Verbreitung, Systematik und Gefährdung
Selenicereus inermis ist im mexikanischen Bundesstaat Chiapas, Costa Rica, Panama, Kolumbien, Venezuela und La Paz in Bolivien in Tieflagen oder bis 1800 Meter verbreitet.
Die gültige Erstbeschreibung als Cereus inermis wurde 1837 von Ludwig Georg Karl Pfeiffer  veröffentlicht. Nathaniel Lord Britton und Joseph Nelson Rose stellten die Art 1920 in die Gattung Selenicereus. Ein weiteres nomenklatorisches Synonym ist Mediocactus inermis (Otto ex Pfeiff.) Doweld (2002).
In der Roten Liste gefährdeter Arten der IUCN wird die Art als „Least Concern (LC)“, d. h. als nicht gefährdet geführt.

## Nachweise